# Real Sport Clube
Il Real Sport Clube, o semplicemente Real SC, è una società calcistica portoghese con sede nella città di Queluz, fondata nel 1951.
Attualmente milita nella LigaPro, la seconda divisione del Campionato Portoghese.

## Palmarès

### Competizioni nazionali
- Campeonato de Portugal: 1

2016-2017

## Rosa 2020-2021
Rosa e numerazione aggiornate al 2 settembre 2020.
| N. |                          | Ruolo | Calciatore                 |
| -- | ------------------------ | ----- | -------------------------- |
| 1  | Portogallo (bandiera)    | P     | André Paulo (vicecapitano) |
| 3  | Brasile (bandiera)       | D     | Sandro Silva               |
| 4  | Portogallo (bandiera)    | D     | André Almeida              |
| 5  | Guinea-Bissau (bandiera) | C     | Ibraime Cassamá            |
| 6  | Portogallo (bandiera)    | D     | Pedro Pedroso              |
| 7  | Portogallo (bandiera)    | C     | Rui Batalha                |
| 8  | Capo Verde (bandiera)    | C     | Ballack                    |
| 10 | Portogallo (bandiera)    | C     | Tiago Morgado              |
| 12 | Guinea-Bissau (bandiera) | P     | Abílio Fulane              |
| 13 | Portogallo (bandiera)    | C     | Rafael Mendonça            |
| 19 | Portogallo (bandiera)    | D     | Paulinho                   |
| 20 | Portogallo (bandiera)    | D     | Daniel Almeida             |

| N. |                                | Ruolo | Calciatore       |
| -- | ------------------------------ | ----- | ---------------- |
| 22 | Portogallo (bandiera)          | P     | David Grilo      |
| 26 | Portogallo (bandiera)          | C     | Pedro Seguro     |
| 29 | Portogallo (bandiera)          | D     | Dinamite         |
| 30 | Portogallo (bandiera)          | A     | Diogo David      |
| 42 | São Tomé e Príncipe (bandiera) | C     | Marcos Barbeiro  |
|    | Portogallo (bandiera)          | P     | Filipe Mendes    |
|    | Portogallo (bandiera)          | A     | Ruizinho         |
|    | Portogallo (bandiera)          | A     | João Ventura     |
|    | Portogallo (bandiera)          | P     | Gonçalo Ferreira |
|    | Portogallo (bandiera)          | C     | Tiago Luís       |
|    | Portogallo (bandiera)          | C     | Alexandre Sousa  |
|    | Moldavia (bandiera)            | P     | Catalin Moraru   |

## Calciatori famosi
- Edinho
- Nani
- Ricardo Vaz Tê
- Diogo Salomão
- Pedro Mendes
- Carlos Vinícius